# Wylie Stateman
Wylie Stateman ist ein US-amerikanischer Tonmeister und Sounddesigner.

## Leben
Stateman begann seine Karriere im Tonschnitt 1980. Bei seiner ersten Filmarbeit, The Long Riders, wurde er im Abspann jedoch nicht namentlich genannt. Auch für die Tonschnittleitung von Disneys Tron erhielt er keine Namensnennung im Filmabspann. 1985 war er als einer von über einem Dutzend Tonmitarbeitern für einen Emmy nominiert. In der Folge arbeitete er mit einigen namhaften Regisseuren zusammen, zwischen 1988 und 2008 elfmal mit Oliver Stone und zwischen 1986 und 1993 ebenfalls elfmal mit John Hughes. Seine erste Oscar-Nominierung erhielt er für Oliver Stones Geboren am 4. Juli. Für Stones JFK – Tatort Dallas erhielt er 1993 den BAFTA Film Award. Bis 2020 erhielt er weitere acht Oscarnominierungen, konnte jedoch den Preis nie gewinnen. Wolfgang Petersen engagierte Stateman für die Überarbeitung der Toneffekte des Director’s Cut von Das Boot.

## Filmografie (Auswahl)
- 1984: Footloose
- 1986: Stand by Me – Das Geheimnis eines Sommers (Stand by Me)
- 1987: Ein Ticket für Zwei (Planes, Trains & Automobiles)
- 1988: Young Guns
- 1989: Geboren am 4. Juli (Born on the Fourth of July)
- 1989: Liebling, ich habe die Kinder geschrumpft (Honey, I Shrunk the Kids)
- 1990: Kevin – Allein zu Haus (Home Alone)
- 1991: JFK – Tatort Dallas (JFK)
- 1992: Kevin – Allein in New York (Home Alone 2)
- 1993: Cliffhanger – Nur die Starken überleben (Cliffhanger)
- 1994: Natural Born Killers
- 1995: Outbreak – Lautlose Killer (Outbreak)
- 1996: Die Kammer (The Chamber)
- 1997: Air Force One
- 1998: Godzilla (1998)
- 2000: Der Sturm (The Perfect Storm)
- 2001: Shrek – Der tollkühne Held
- 2002: Windtalkers
- 2003: Kill Bill – Volume 1
- 2004: Kill Bill – Volume 2
- 2004: Troja (Troy)
- 2005: Die Geisha (Memoirs of a Geisha)
- 2007: Death Proof – Todsicher (Death Proof)
- 2007: Grindhouse
- 2008: Wanted
- 2009: Inglourious Basterds
- 2010: The Tourist
- 2010: Wall Street: Geld schläft nicht (Wall Street: Money Never Sleeps)
- 2011: Apollo 18
- 2012: Safe – Todsicher (Safe)
- 2012: Savages
- 2012: Django Unchained
- 2013: Lone Survivor
- 2014: Die Bestimmung – Divergent (Divergent)
- 2015: The Hateful Eight
- 2016: Warcraft: The Beginning (Warcraft)
- 2015: Snowden
- 2016: Deepwater Horizon
- 2018: Hotel Artemis
- 2019: Wine Country
- 2019: Once Upon a Time in Hollywood

## Auszeichnungen (Auswahl)
- 1985: Emmy-Nominierung für Space
- 1990: Oscar-Nominierung für Geboren am 4. Juli
- 1993: BAFTA Film Award für JFK – Tatort Dallas
- 1994: Oscarnominierung für Cliffhanger – Nur die Starken überleben
- 2001: BAFTA-Film-Award-Nominierung für Der Sturm
- 2002: BAFTA-Film-Award-Nominierung für Shrek – Der tollkühne Held
- 2004: BAFTA-Film-Award-Nominierung für Kill Bill: Vol. 1
- 2006: Oscarnominierung für Die Geisha
- 2009: Oscarnominierung für Wanted
- 2010: Oscarnominierung für Inglourious Basterds
- 2013: Oscarnominierung für Django Unchained
- 2013: BAFTA-Film-Award-Nominierung für Django Unchained
- 2014: Oscarnominierung für Lone Survivor
- 2017: Oscarnominierung für Deepwater Horizon
- 2017: BAFTA-Film-Award-Nominierung für Deepwater Horizon
- 1985: Emmy-Nominierung für Godless
- 2020: Oscarnominierung für Once Upon a Time in Hollywood